# Rittche
Henri Deschamps dit Rittche, né  en 1888 et mort en 1951, est un acteur belge.

## Biographie
Il naît en 1888 et grandit dans le quartier des Marolles. Il doit sa notoriété à sa très petite taille et son accent,. Avec Esther Deltenre ou encore Simone Max, célèbre pour sa zwanze, Rittche forme des duos au théâtre et en duo comique avec le marolien Zizi Festerat. On peut les voir tous deux dans le film "Au soleil de Marseille" (où, ils jouent des Belges !).
Rittche est évoqué dans une chanson de Jacques Lippe sortie en 1986, Où-es tu mon vieux Bruxelles ?.
Il meurt en 1951.

## Filmographie
- 1932 : Le Mariage de Mlle Beulemans de Jean Choux : Léopold[7],[3]
- 1932 : Le Cadavre no 5 / Eulalie qu'as-tu fait ? de Gaston Schoukens
- 1934 : Si tu vois mon oncle de Gaston Schoukens : Jean[7]
- 1934 : Un gosse pour 100.000 francs de Gaston Schoukens : Prosper
- 1934 : Les Quatre Mousquetaires de Gaston Schoukens : D'Artagnan
- 1938 : Au soleil de Marseille de Pierre-Jean Ducis : Sidol
- 1938 : Trois Artilleurs à l'opéra de André Chotin
- 1941 : Zig-zag de Gaston Schoukens